# Hamlet (Liszt)
Hamlet, S.104, é um dos treze poemas sinfónicos de Franz Liszt, composto de 1849 a 1854. É o número 10 dos seus poemas sinfónicos, escritos durante o seu período em Weimar..
É um profundo retrato psicológico do herói homónimo de Shakespeare, Hamlet. Liszt compôs uma versão primitiva, destinada a introduzir a peça teatral, em 1858.

## Estrutura
A abertura tem as instruções de Liszt: muito lenta e melancólica. Entram as madeiras, depois os timbales, depois as cordas. Alternam os momentos serenos com os atormentados: os primeiros eram para Liszt evocações de Ofélia. A questão do famoso «ser ou não ser» não é resolvida: Liszt recorre a um pizzicato de cordas graves que termina subitamente.
A peça foi estreada em Sondershausen em 2 de julho de 1876, sob direcção de Max Erdmannsdörfer. O tempo de execução ronda os 14 minutos.